# Cintio Vitier
Cintio Vitier (* 25. September 1921 in Key West, Florida; † 1. Oktober 2009 in Havanna) war ein kubanischer Dichter.
Vitier, der als Sohn kubanischer Eltern in Florida geboren wurde, veröffentlichte bereits 1938 im Alter von 17 Jahren seinen ersten Gedichtband „Poemas“ mit einer Einleitung des spanischen Lyrikers und späteren Literatur-Nobelpreisträgers, Juan Ramón Jiménez, der die Gedichte auch ausgewählt hatte.
Neben seiner Tätigkeit als Dichter war er auch Novellist, Literaturkritiker und  Literaturwissenschaftler und als solcher einer der Gründer des Literaturmagazins "Origenes", einer der bedeutendsten Publikationen seiner Art in Lateinamerika, das von José Lezama Lima herausgegeben wurde.
Weitere von ihm verfasste Gedichtbände waren:
- Testimonios, 1968 (Anthologie der Arbeiten von 1953 bis 1968)
- La Fecha al Pie, 1981 (Arbeiten von 1969 bis 1975)
- Antologia Poetica, 1981
- Hojas Perdidizas, 1988
- Poemas de Mayo a Junio, 1990

Vitier war aber auch als Professor tätig, widmete sich viele Jahre der Arbeit des Helden des Kubanischen Unabhängigkeitskrieges von 1895, José Martí und war langjähriger Direktor des Zentrums für Martí-Studien.
Für seine Verdienste um die kubanische Kultur wurde er mehrfach ausgezeichnet. 1988 erhielt er zusammen mit Dora Alonso den „Premio Nacional de Literatura de Cuba“ sowie 2002 den Juan-Rulfo-Preis. Darüber hinaus wurde ihm der José-Martí-Orden sowie die Medaille der Kubanischen Akademie der Wissenschaften verliehen. Ferner erhielt er Ehrendoktortitel der Universität von Havanna, der Universidad Central de Las Villas sowie der Sōka-Universität, einer privaten japanischen Universität in Hachiōji im Westen der Präfektur Tokio. Abel Prieto würdigte Vitier in einem Nachruf anlässlich seines 100. Geburtstages für seine „Leidenschaft und Klarheit in den schlimmsten Tagen der Sonderperiode“ und seine Bereitschaft, Widerständen entgegenzutreten.
Im April 2003 gehörte Vitier zu einer Gruppe prominenter kubanischer Kulturschaffender, die einen in der Zeitung der Kommunistischen Partei Kubas, Granma, veröffentlichten Offenen Brief unterzeichneten, der an Freunde Kubas in aller Welt gerichtet war und internationale Kritik an der Menschenrechtspolitik der kubanischen Regierung als antikubanische Verleumdungskampagne zurückwies: In den Wochen zuvor hatte Staatspräsident Fidel Castro in einer als „Schwarzer Frühling“ bekannt gewordenen Verhaftungswelle 75 kritische Journalisten und Bürgerrechtler in Schnellverfahren zu hohen Haftstrafen verurteilen und drei junge schwarze Kubaner nach dem unblutig gescheiterten Versuch einer Schiffsentführung ebenfalls nach Schnellverfahren hinrichten lassen.
Vitier war viele Jahre mit der Dichterin Fina García Marruz verheiratet, die 1990 ebenfalls den Nationalen Literaturpreis Kubas erhielt.